# Хронологија историје Византије
Следи хронологија важнијих догађаја у историји Источног римског царства.

## Четврти век
- 313.година — Милански едикт
- 330. година — 11. мај — Константин I Велики извршио освећење Цариграда, Новог Рима
- 343. година — Црквени сабор у Сердици
- 351. година — Битка код Мурсе: Констанције II побеђује узурпатора Магненција.
- 353-361. година — Констанције II као једини август.
- 359. година — Црквени сабор у Риминију
- 363. година — Смрт цара Јулијана у току похода на Персију; крај Константинове династије;
- 375. година — долазак Хуна у Европу, почетак Велике сеобе народа
- 376. година — Насељавање Западних Гота у Мезији
- 378. година — Битка код Хадријанопоља, смрт цара Валенса
- 381. година — Други васељенски сабор у Цариграду
- 395. година — смрт цара Теодосија I Великог , подела царства између његових синова Аркадија и Хонорија
- 396. година — Аларихов поход на Грчку. Стилихон опкољава Западне Готе код Фолоје
- 399—400. година — Гајнина побуна у Константинопољу.

## Пети век
- 404. година — Збацивање и прогонство св. Јована Златоустог
- 410. година — Аларих осваја Рим
- 421-422. година — Византијско-персијски рат
- 431. година — Васељенски сабор у Ефесу
- 438. година — Објављивање Теодосијевог законика
- 439. година — Грађење великог цариградског бедема
- 441. година — Атилина најезда у Панонију
- 445-451. година — Рат са Хунима
- 447. година — Битка на Уту
- 449. година — Црквени сабор у Ефесу (Разбојнички сабор)
- 451. година — Васељенски сабор у Халкедону
- 476. година — Пад Западног римског царства
- 482. година — Унионистички указ или Хенотикон
- 484. година — Прва побуна Самарићана
- 484-519. година — Акакијева шизма
- 519. година — Успостављање споразума са Римом и крај Акакијеве шизме
- 487. година — Теодорик, краљ Источних Гота, добио је налог од Зенона да поврати Италију
- 492-497. година — Исавријски рат
- 495. година — Друга побуна Самарићана
- 499. година — Битка код реке Цурте, одлучна бугарска победа

## Шести век
- 502-506. година — Анастасијев рат
- 512. година — Грађење Атанасијевог Дугог Зида
- 514. година — Витилијанова буна
- 526-532. година — Иберијски рат
- 530. година — Битка код Сатале
- 530. година — Битка код Даре
- 531. година — Битка код Калиника
- 529. година — Објављивање Јустинијановог Законика
- 529-531. година — Трећа побуна Самарићана
- 532. година — Побуна Ника
- 533. година — Објављивање Дигеста и Институција
- 533-534. година — Вандалски рат
- 533. година — Битка код Ад Децимума
- 533. година — Битка код Трикамарума
- 535. година — Јустинијанове Новеле за административно преустројство царства
- 536-537. година — Устанак у Африци
- 536. година — Опсада Напуља (536)
- 535-552. година — Готски рат
- 537-538. година — Опсада Рима који брани Велизар
- 540. година — Велизар осваја Равену
- 541-542. година — Византијско царство погодила Јустинијанова куга.
- 542. година — Битка код Фаенце
- 542. година — Битка код Мугела
- 542-543. година — Опсада Напуља
- 549. година — Тотила наново осваја Рим
- 552. година — Битка код Тагине и крај Остроготског краљевства
- 553. година — Битка код Везува, Нарзес поразио Остроготе
- 554. година — Битка код Волтурна
- 536. година — Црквени сабор у Цариграду
- 537. година — Освећење Свете Софије
- 540. година — Хозроје упада у Сирију
- 540. година — Најезда Хуна у Илирик
- 541-562. година — Лазички рат, Византија и Персија
- 543. година — Јустинијанов указ о Трима поглављима
- 546. година — Пљачка Рима
- 548. година — Теодорина смрт
- 553. година — Васељенски сабор у Цариграду
- 554. година — Освајање југоисточног дела Шпаније
- 555-556. година — Четврта побуна Самарићана
- 559. година — Хуни пред Цариградом
- 562. година — Мир са Персијанцима
- 568. година — Најезда Лангобарда у Италију
- 572-591. година — Византијско-персијски рат
- 575. година — Битка код Мелитене (575)
- око 582. година — Оснивање афричког и равенског егзархата
- 586. година — Битка код Солахона
- 582-602. година — Ратови против Авара и Словена на Балкану
- 582. година — Авари освајају Сирмиј након трогодишње опсаде
- 586. година — Опсада Солуна
- 599. година — Битке код Виминацијума, серија битака против Авара
- 601. година — Прискове победе над Аварима

## Седми век
почетак VII века — Насељавање Срба и Хрвата у Илирику
- 602. година — Фокин устанак
- 602-628. година — Византијско-персијски рат
- 608. година — Персијанци освајају Сирију и стижу у Халкедон
- 610. година — Ираклијев устанак и Фокин пад
- 611. година — Опсада Солуна
- 615. година — Персијанци освајају Јерусалим
- 617. година — Опсада Солуна (617)
- 617. година — Персијанци покоравају Египат
- 622. година — Ираклијев поход на Персију
- 625. година — Битка код Саруса
- 626. година — Авари и Персијанци нападају Цариград
- 627. година — Битка код Ниниве, крај византијско-персијског рата
- 603-604. година — Генерал Нарзес диже устанак против Фоке
- 608-610. година — Устанак у Африци који предводи Хераклије Старији
- 613-628. година — Побуна Јевреја против Ираклија
- 629-642. година — Сукоби са Арапима у Сирији и Египту
- 629. година — Битка код Му҆’таха
- 630. година — Битка код Табука
- 634. година — Битка код Датина
- 634. година — Битка код Фираза
- 634. година — Битка код Босре
- 634. година — Опсада Дамаска
- 636. година — Битка на Јармуку
- 637. година — Опсада Јерусалима
- 637. година — Опсада Алепа
- 637. година — Битка на железном мосту
- 640. година — Битка код Хелиополиса
- 641. година — Опсада Александрије
- 642. година — Пад Александрије
- 645. година — Византија накратко враћа Александрију
- 646. година — Арапи поново освајају Александрију, пад византијске провинције Египта
- 640. година — Устанак Титуса у Месопотамији
- 648. година — Констанс II Погонат објављује Тип
- 655. година — Битка јарбола (Битка код Феникса)
- 668. година — Византијски цар Констанс ІІ убијен на купалишту у Сиракузи
- 668. година — Арабљани у Халкедону
- 674-678. година — Прва арапска опсада Цариграда
- 676 - 678. година - Велика словенска опсада Солуна.
- 679. година — Насељавање Бугара јужно од Дунава
- 680-681. година — Васељенски сабор у Цариграду
- 682. година — Битка код Вескера, Византија против Омејида
- 692. година — Битка код Севастополиса између Византије и династије Омејида
- 695. година — Леонтијев устанак против Јустинијана ІІ, Јустинијан збачен, осакаћен одсецањем носа и послат у прогонство
- 697-698. година — Арабљани освајају Картагину, Византија губи Африку

## Осми век
- 705. година — Јустинијан ІІ диже устанак и враћа престо
- 707-708. година — Опсада Тијане
- 708. година — Битка код Анхијала
- 710. година — Устанак у Италији
- 711. година — Устанак Филипика Вардина
- 712-717. година — Напредовање Арабљана у Малој Азији
- 715. година — Устанак Теодосија ІІІ
- 717. година — Лав ІІІ диже устанак и осваја престо
- 717-718. година — Друга арапска опсада Цариграда
- 726. година — Указ против икона
- 727. година — Опсада Никеје
- 727. година — Устанак у Грчкој и Италији
- 729. година — Битка код Равене
- 732. година — Лав III изузима од папске јурисдикције Сицилију, Јужну Италију и читаво западно подручје Балкана заједно са Солуном
- 740. година — Битка код Акроина, Византија побеђује Арапе
- 740. година — Објављивање Еклоге
- 751. година — Лангобарди освајају Равену
- 752. година — Успеси над Арабљанима
- 753. година — Иконоборачки црквени сабор у Илерији
- 754. година — Пипинов дар папству, губитак византијске Италије
- 755 — 767. година — Рат Константина V против Бугара
- 756. година — Битка код Маркелија
- 759. година — Битка код Ришког превоја
- 763. година — Битка код Анхијала
- 774. година — Битка код Берзита
- 765. година — Гоњење присталица икона
- 780. година — Ирина преузима власт као регентица Константина VІ
- 782. година –Инвазија Абасида на Анатолију
- 787. година — Васељенски сабор у Никеји
- 788. година — Битка код Копиднадоса
- 790. година — Устанак у Цариграду, Ирина збачена са престола
- 792. година — Битка код Маркелија
- 797. година — Ирина обара Константина VI

## Девети век
- 802. година — Инвазија Абасида на Анатолију
- 803. година — Никифоров мир
- 803. година — Венеција стиче формалну независност од Византије
- 808-817. година — Рат са Бугарима под каном Крумом
- 809. година –Опсада Сердике
- 811. година — Битка код Плиске, цар Никифор убијен
- 813. година — Битка код Версиникије
- 813. година — Опсада Адријанопоља
- 813. година — Опсада Цариграда
- 815. година — Иконоборачки сабор у Цариграду
- 821-823. година — Томин устанак
- 826. година — Арабљани освајају Крит
- 827-902. година — Муслимански ратови на Сицилији
- 827-828. година — Прва опсада Сиракузе
- 876. година — Грци освајају Бари
- 877-878. година — Друга опсада Сиракузе
- 902. година — Арабљани освајају Таормину, губитак Сицилије
- 832. година — Теофилов указ против икона
- 830-841. година — Рат са Абасидима
- 838. година — Битка код Анзена
- 838. година — Пљачка Амориона
- 842. година — Арабљани освајају Месину
- 843. година — Црквени сабор у Цариграду и успостављање православља
- 844. година — Битка код Мауропотама
- 852. година — Рат са бугарским кнезом Борисом
- 855-856. година — Рат са бугарским кнезом Борисом
- 853. година — Византија пљачка луку Дамијета у Египту
- 858. година — Збацивање Игњатија, Фотије изабран за патријарха
- 860. година — Рат са Русима
- 860. година — Опсада Цариграда
- 863. година — Посланство Ћирила и Методија у Моравској
- 863. година — Битка код Лалакаона
- 864. година — Бугари прелазе у хришћанство
- 867. година — Црквени сабор у Цариграду, раскид са Римом
- 869. година — Црквени сабор у Цариграду
- 871-885. година — Ратови Василија І у Месопотамији и Италији
- 873. година — Византија осваја Беневент
- 876. година — Византија осваја Бари
- 879. година — Црквени сабор у Цариграду
- 887-893. година — Објављивање Василика
- 889-897. година — Рат са Симеоном
- 896. година — Битка код Бугарофигона, Византија присиљена на плаћање данка Бугарској

## Десети век
- 904. година — Арабљани пљачкају Солун
- 907. година — Рат са Русима под Олегом
- 907. година — Опсада Цариграда
- 913. година — Византија одбија плаћање данка, наставак рата са Бугарима
- 915. година — Битка на Гариљану, Византија победила Арапе Фатимиде
- 917. година — Битка код Анхијала, одлучна бугарска победа
- 919. година — Роман Лакапин отима престо
- 922. година — Битка код Пегае
- 923. година — Симеон пред Цариградом
- 927. година — Смрт цара Симеона
- 917. година — Устанак Лав Фока Старијег
- 934. година — Византинци освајају Мелитину
- 941. година — Рат са Русима под Игором І
- 941. година — Опсада Цариграда
- 944. година — Освајање Нисива и Едесе
- 961. година — Никифор Фока враћа Крит
- 963. година — Никифор Фока отима престо
- 965. година — Освајање Сицилије
- 967. година — Наставак рата са Бугарима
- 968. година — Руси у Бугарској
- 968. година — Освајање Антиохије
- 969. година — Убиство Никифора Фоке
- 970-971. година — Рат са Кијевском Русијом
- 970. година — Битка код Аркадиополиса, Византија победила Кијевску Русију
- 971. година — Битка за Доростору (Битка код Силистре) и крај Првог бугарског царства
- 971. година — Устанак Варде Фоке
- 976. година — Цимискијино ратовање у Сирији
- 976. година — Василије ІІ постаје цар
- 976-979. година — Буна Варде Склира
- 976-1018. година — Рат против Самуиловог царства
- 986. година — Битка код Трајанових врата
- 995. година — Битка код Солуна
- 996. година — Битка на Спрехију
- 1003. година — Битка код Адријанопоља
- 1004. година — Битка код Скопља
- 1014. година — Битка код Струмице
- 1014. година — Битка код Солуна
- 1014. година — Битка код Кимвалонге, смрт цара Самуила
- 1018. година — Битка код Драча (1018)
- 960. година — Битка код Андрасоса
- 979. година — Битка код Панкалије
- 987-989. година — Буна Варде Фоке
- 989. година — Руси примају хришћанство
- 992-999. година — Ратови у Азији против Арабљана
- 994. година — Битка на Оронту
- 995. година — Ратовање Василија II у Сирији
- 996-998. година — Устанак у Тиру

## Једанаести век
- 1004. година — Битка код Солуна
- 1009. година — Битка код Крете
- 1010. година — Буна у јужној Италији
- 1014-1208. година — Византијско-грузијски ратови
- 1021. година — Битка код Шириминија
- 1022. година — Битка код Свиндакса
- 1042. година — Битка код Сасиретија
- 1015. година — Битка код Битоља
- 1017. година — Битка код Сетина
- 1018. година — Самуилово царство враћено Византији
- 1018. година — Битка код Кане
- 1021-1022. година — Присаједињење Јерменске
- 1024. година — Рат са Русијом
- 1030-1032. година — Рат са Муслиманима у Сирији
- 1030. година — Битка код Азаза
- 1032. година — Грци освајају Едесу
- 1038-1043. година — Успеси Ђорђа Манијака на Сицилији
- 1041. година — Битка код Оливента
- 1040. година — Устанак у Македонији
- 1040. година — Битка код Солуна
- 1040. година — Друга битка код Солуна
- 1041. година — Битка код Острова
- 1042. година — Буна у Цариграду, пад Михајла V
- 1043. година — Устанак Ђорђа Манијака
- 1043. година — Рат са Русијом
- 1045. година — Византија осваја Јерменију, последње освајање на истоку
- 1047. година — Устанак Лава Торникиаса
- 1048. година — Неуспешан покушај Византије да преотме Малту од Муслимана
- 1048. година — Битка код Капетрона, први сусрет са Селџуцима
- 1054. година — Прва битка код Манцикерта
- 1054. година — Велики раскол
- 1057. година — Устанак Исака Комнина
- 1064. година — Турци Селџуци освајају Ани
- 1067. година — Битка код Цезареје
- 1069. година — Битка код Икониона
- 1071. година — Роберт Гвискар осваја Бари
- 1071. година — Битка код Манцикерта
- 1077. година — Прва српска краљевина
- 1078. година — Устанак Вријенија и Вотанијата
- 1078. година — Турци у Никеји
- 1080. година — Турци стварају прву државу на тлу Византије, Румску (Римску) султанију
- 1081. година — Устанак Алексија Комнина
- 1081-1095. година — Ратови са Турцима на Егејском мору
- 1081-1085. година — Најезда Роберта Гвискара у Епир
- 1081. година — Битка код Драча
- 1082. година — Уговор са Млецима
- 1086-1091. година — Устанак Богумила на Балкану потпомогнут од стране Кумана и Печенега
- 1086. година — Пораз у бици код Дристра
- 1090. година — Опсада Цариграда (1090)
- 1091. година — Битка код Левунија, пораз Печенега
- 1091-1108. година — Сукоби са Боемундом
- 1095. година — Сабор у Клермону
- 1096. године — Угарска од Византије осваја Хрватску краљевину
- 1096-1099. година — Први крсташки рат
- 1096. година — Опсада Нишке тврђаве
- 1096. година — Крсташи у Цариграду
- 1097. година — Крсташи освајају Никеју
- 1099. година — Освајање Јерусалима

## Дванаести век
- 1110-1117. година — Рат са Селџуцима
- 1113. година — Опсада Никеје
- 1117. година — Битка код Филомила
- 1122. година — Пораз Печенега у бици код Бероје
- 1122-1126. година — Рат са Млецима
- 1124-1126. година — Посредовање у Угарској
- 1137-1138. година — Ратовање Јована Комнина у Киликији и Сирији
- 1144. година — Пад грофовије Едесе
- 1147-1149. година — Други крсташки рат
- 1150. година — Битка на Тари
- 1151. година — Византинци у Анкони
- 1152-1154. година — Рат са Угарском
- 1154. година — Опсада Браничева
- 1158. година — Ратовање Манојла Комнина у Сирији
- 1163-1168. година — Рат са Угарском
- 1167. година — Сремска битка
- 1168. година — Присаједињење Далмације
- 1171-1177. година — Рат са Млецима
- 1176-1180. година — Рат са Селџуцима
- 1176. година — Битка код Мириокефалона
- 1180. година — Стефан Немања диже устанак против Византије
- 1182. година — Устанак Андроника Комнина
- 1182. година — Битка код Кутахја
- 1184. година — Устанак Теодора Кантакузина
- 1185-1187. година — Срби освајају Ниш, Скопље и Софију, а Угарска Београд, Босну и Браничево
- 1185. година — Нормани пљачкају Солун
- 1185. година — Основано Друго бугарско царство
- 1187. година — Опсада Ловеча
- 1189-1192. година — Трећи крсташки рат
- 1190. година — Исак Анђел потучен од Бугара у бици код Трјавне
- 1190. година — Битка на Морави
- 1194. година — Битка код Аркадиополиса
- 1196. година — Битка код Сера
- 1197-1207. година — Бугарски цар Калојан
- 1201. година — Опсада Варне

## Тринаести век
- 1202-1204. година — Четврти крсташки рат
- 1204. година — Латини освајају Цариград, оснивање Латинског царства
- 1205. година — Битка код Хадријанопоља, почетак Бугарско-латинских ратова
- 1205. година — Опсада Трапезунта
- 1206. година — Теодор I Ласкарис крунисан за никејског цара
- 1207. година — Опсада Анталије
- 1210. година — Сабор у Равеници
- 1214. година — Опсада Синопе и Нимфејски уговор
- 1222. година — Византинци из Епира ослобађају Солун
- 1224. година — Битка код Поиманенона
- 1230. година — Битка код Клокотнице, Бугари под вођством Ивана Асена наносе пораз Епирској деспотовини.
- 1235. година — Опсада Цариграда
- 1244. година — Солунска краљевина постаје никејски вазал
- 1254. година — Потчињење епирског деспота Михаила II
- 1254. година — Битка код Адријанопоља
- 1259. година — Пелагонијска битка
- 1260. година — Опсада Цариграда
- 1261. година — Нимфејски споразум (1261)
- 1261. година — Ослобођење Цариграда
- 1262. година — Византинци ступају у Мореју
- 1267-1272. година — Напредовање Карла Анжујског у Епиру
- 1273. година — Битка код Деметре
- 1274. година — Црквени сабор у Лиону
- 1279. године — Битка код Девине против Бугара
- 1281. година — Опсада Берата
- 1296-1302. година — Византијско-млетачки рат

## Четрнаести век
- 1302-1305. година — Рат против Османлија
- 1303. година — Битка код Димбоса
- 1304. година — Битка код Скафиде
- 1305. година — Битка код Апроса
- 1302. година — Битка код Бафеона
- 1311. година — Битка на Копајском језеру
- 1316. година — Битка код Маноладе на Пелопонезу
- 1317. година — Опсада Бурсе
- 1321-1328. година — Грађански рат двојице Андроника
- 1326-1338. година — Рат са Османлијама
- 1326. година — Турци освајају Брусу
- 1328-1331. година — Опсада Никеје
- 1329. година — Битка код Пелеканона
- 1333-1337. година — Опсада Никомедије
- 1330. година — Битка код Велбужда
- 1332. година — Битка код Русокастра против Бугарске
- 1340. година — Напредовање Срба у Епиру и Турака у Азији
- 1341-1347. година — Грађански рат два Јована
- 1347. година — Јован Кантакузин заузима Цариград
- 1341-1351. година — Исихастички спор
- 1342-1349. година — Устанак Зилота у Солуну
- 1345. година — Душан Силни покорава Македонију
- 1346. година — Крунисање Стефана Душана за цара
- 1348. година — Оснивање деспотовине Мистре
- 1348-1349. година — Византијско-Ђеновљански рат
- 1352. година — Битка код Димотике
- 1352-1357. година — Грађански рат
- 1354. година — Пад Галипоља
- 1355. година — Смрт Стефана Душана
- 1365. година — Турци преносе своју престоницу у Адријанопољ
- 1371. година — Маричка битка
- 1373. година — Јован V Палеолог постаје султанов вазал
- 1373-1379. година — Устанак Андроника IV
- 1378-1390. година — Пад Филаделфије
- 1389. година — Косовски бој
- 1390. година — Устанак Јована VII
- 1396. година — Никопољски крсташки рат
- 1397. година — Бајазит напада Цариград

## Петнаести век
- 1402. година — Битка код Ангоре
- 1411. година — Турска опсада Цариграда
- 1422. година — Турци опседају Цариград
- 1422-1430. година — Опсада Солуна
- 1423. година — Турски поход на Мореју
- 1430. година — Турци освајају Солун
- 1439. година — Црквени сабор у Флоренци
- 1443-1444. година — Варнински крсташки рат
- 1444. година — Битка код Варне
- 1446. година — Турска најезда у Мореју
- 1448. година — Косовски крсташки рат
- 1451. година — Мехмед II Освајач ступа на престо
- 1453. година — 29. мај — Пад Цариграда